# Катрен (компания)
«Катрен» — российская компания, один из крупнейших российских фармацевтических дистрибьюторов. Основана в Новосибирске в 1993 году. Реализует около 35 тыс. наименований лекарственных препаратов, обладает собственными складскими площадями.
По состоянию на первое полугодие 2020 года занимает 3-е место с долей 18,4 % в рейтинге крупнейших фармдистрибуторов России. Выручка за 2019 год составила 234 млрд рублей, чистая прибыль — 1,8 млрд рублей. В рейтинге Forbes «200 крупнейших частных компаний России — 2021» фирма заняла 35-е место с выручкой за 2020 год 269,2 млрд рублей.
Владеет розничными аптечными сетями «Эркафарм» (бренды «Озерки», «Доктор Столетов», «Самсон-фарма») и «Мелодия здоровья», по итогам I квартала 2023 года заняла третье место в рейтинге крупнейших аптечных сетей России, увеличив долю с 4,6 % до 5,3 %. Кроме того, осуществляет розничные продажи на сайте «Аптека.ру».
Акционеры: Леонид Конобеев (63,76 %) и Владимир Спиридонов (33,15 %). Конобеев занимает пост генерального директора компании[уточнить]. С 2012 года долей в 15,4 % компаний владел EБРР, с 2017 года менеджмент выкупает акции, к середине 2018 доля ЕБРР сократилась до 5,1 %.

## Аптека.ру
В июне 2012 года компания запустила интернет-магазин «Аптека.ру». К первому полугодию 2020 года заняла первое место в тройке крупнейших аптечных сервисов дистанционного заказа с выручкой 24,9 млрд рублей.
На момент запуска на сайте аpteka.ru покупатели могли заказать лекарства и забрать их в аптеке из числа партнёров «Катрена»: на старте к системе было подключено около 1300 аптек в разных регионах России. Компания сообщала, что на конец 2022 года сеть аптек-партнёров выросла до 30 500 по всей стране. За тот год было обработано 3,6 млн заказов. Согласно данным RNC Pharma, прирост объёма валовых продаж сервиса в 2022 году составил 24 % и достиг 73,4 млрд рублей.